# 贾科莫·加兰达
贾科莫·加兰达（義大利語：Giacomo Galanda，1975年1月30日—），意大利男子篮球运动员。他曾代表意大利获得2004年夏季奥运会篮球比赛男子银牌。他也参加了2000年夏季奥运会。